# Thể dục dụng cụ tại Đại hội Thể thao Đông Nam Á 2021
Thể dục dụng cụ là một trong những môn thể thao được tranh tài tại Đại hội Thể thao Đông Nam Á 2021 ở Việt Nam, được tổ chức từ ngày 13 đến 22 tháng 05 năm 2022 tại Cung Thể thao Quần Ngựa, Hà Nội.

## Địa điểm
| Hà NộiThể dục dụng cụ tại Đại hội Thể thao Đông Nam Á 2021 (Việt Nam) | Hà Nội                  |
| --------------------------------------------------------------------- | ----------------------- |
| Hà NộiThể dục dụng cụ tại Đại hội Thể thao Đông Nam Á 2021 (Việt Nam) | Cung Thể thao Quần Ngựa |
| Hà NộiThể dục dụng cụ tại Đại hội Thể thao Đông Nam Á 2021 (Việt Nam) | Sức chứa: 5.500         |
| Hà NộiThể dục dụng cụ tại Đại hội Thể thao Đông Nam Á 2021 (Việt Nam) |                         |

## Ngày thi đấu
-Từ ngày từ 13/05/2022 đến 22/05/2022, cụ thể:
- Thể dục dụng cụ nam: 13 - 16/05/2022

- Thể dục dụng cụ nữ: 13 - 16/05/2022

- Thể dục Nghệ thuật: 18 - 19/05/2022

- Thể dục Aerobic: 21 - 22/05/2022

## Nội dung thi đấu
Các môn Thể dục tổ chức thi đấu 21 nội dung. Bao gồm: 
- Thể dục dụng cụ nam: 8 nội dung. 
- Thể dục dụng cụ nữ: 6 nội dung. 
- Thể dục nghệ thuật: 2 nội dung. 
- Thể dục Arerobic: 5 nội dung.
- Thể dục dụng cụ bao gồm mười bốn (14) nội dung: tám (8) nội dụng của nam và sáu (6) nội dung của nữ:

| Sự kiện | Nội dung       | Nam | Nữ |
| ------- | -------------- | --- | -- |
| 1       | Đồng đội       | ✔   | ✔  |
| 2       | Toàn năng      | ✔   | ✔  |
| 3       | Thể dục tự do  | ✔   | ✔  |
| 4       | Ngựa vòng      | ✔   | -  |
| 5       | Vòng treo      | ✔   | -  |
| 6       | Nhảy chống     | ✔   | ✔  |
| 7       | Xà kép         | ✔   | -  |
| 8       | Xà đơn         | ✔   | -  |
| 9       | Xà lệch        | -   | ✔  |
| 10      | Cầu thăng bằng | -   | ✔  |

- Thể dục Nghệ thuật bao gồm hai (2) nội dung của nữ: Vô địch Toàn năng, Vô địch Nhóm

- Thể dục Aerobic bao gồm năm (5) nội dung: Đơn nam, đơn nữ, Bài nhóm 3 nam nữ, Bài nhóm 3 nam nữ.

## Chương trình thi đấu

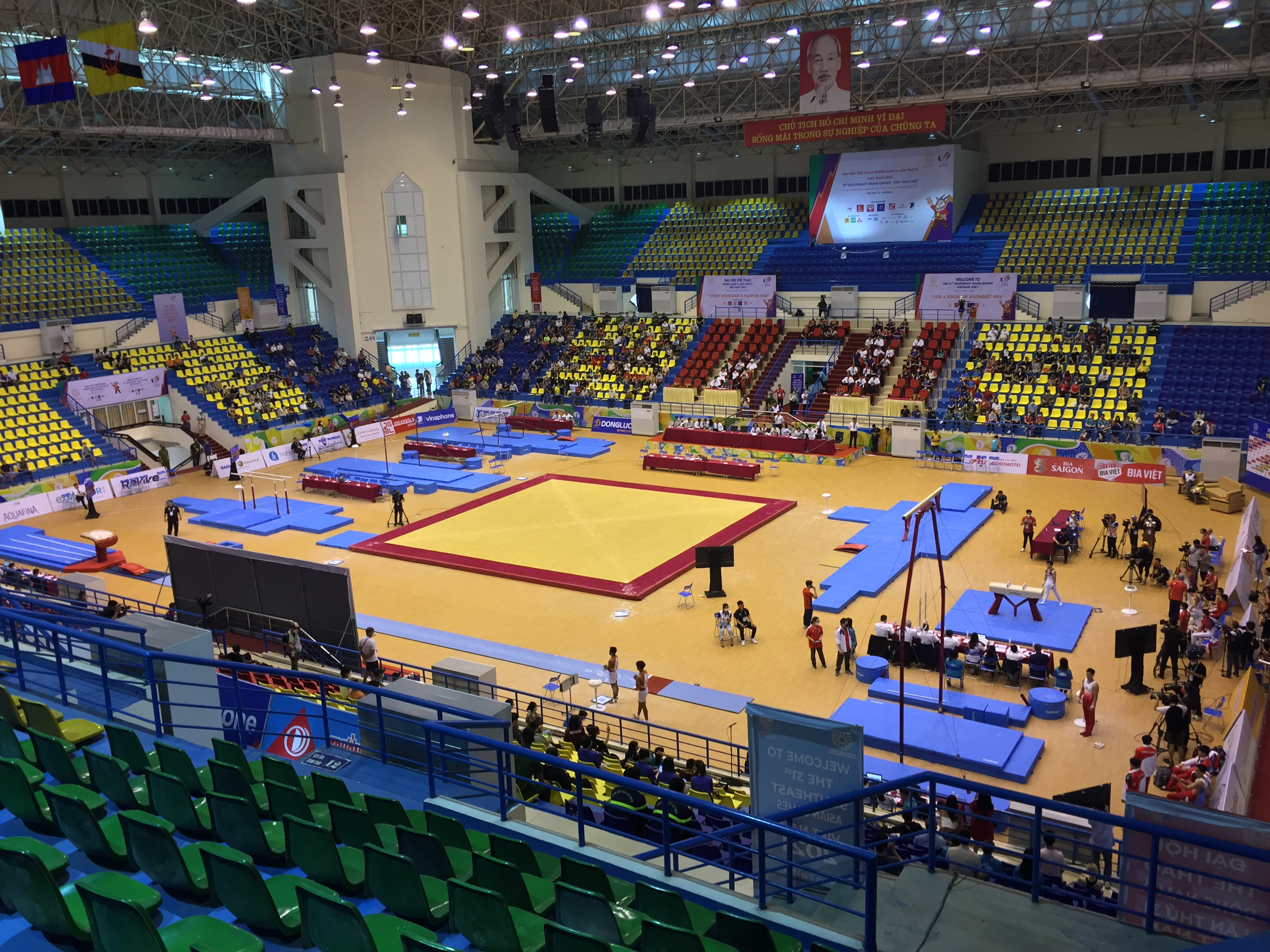
Cung Thể Thao Quần Ngựa trong lúc diễn ra chung kết đồng đội nam

### Thể dục dụng cụ (Nam/Nữ)
| Ngày  | Giờ           | Giới tính | Sự kiện                                                             |
| ----- | ------------- | --------- | ------------------------------------------------------------------- |
| 13/05 | 10:00 - 18:30 | Nam       | Thi vòng loại cá nhân nam và Chung kết Đồng đội nam - Toàn năng nam |
| 13/05 | 19:00 - 20:00 |           | Trao huy chương Đồng đội và Toàn năng nam                           |
| 14/05 | 10:00 - 18:30 | Nữ        | Thi vòng loại cá nhân nữ và Chung kết Đồng đội nữ - Toàn năng nữ    |
| 14/05 | 19:00 - 20:00 |           | Trao huy chương Đồng đội và Toàn năng nữ                            |
| 15/05 | 14:00 - 17:00 | Nam       | Chung kết nhảy chống / Xà kép/ Xà đơn                               |
| 15/05 | 14:00 - 17:00 | Nữ        | Chung kết Cầu thăng bằng/ Thể dục tự do                             |
| 15/05 | 17:30 - 19:30 | Nam       | Trao huy chương Nhảy chống/ Xà kép/ Xà đơn                          |
| 15/05 | 20:00 - 20:30 | Nữ        | Trao huy chương Cầu thăng bằng / Thể dục tự do                      |

### Thể dục nghệ thuật
| Ngày  | Giờ           | Giới tính | Sự kiện                                              |
| ----- | ------------- | --------- | ---------------------------------------------------- |
| 18/05 | 10:00 - 16:00 | Nữ        | Vòng loại toàn năng (Vòng, Bóng, Chùy, Lụa)          |
| 19/05 | 10:00 - 12:00 | Nữ        | Chung kết Toàn năng (Vòng, Bóng, Chùy, Lụa)          |
| 19/05 | 12:30 - 13:00 | Nữ        | Trao huy chương Toàn năng                            |
| 19/05 | 15:00 - 16:00 | Nữ        | Chung kết Nhóm: Bài 1: 5 Vòng; Bài 2: 3 Lụa + 2 Bóng |
| 19/05 | 16:30 - 17:30 | Nữ        | Trao huy chương Nhóm                                 |

### Thể dục Aerobic
| Ngày  | Giờ           | Giới tính | Sự kiện                                   |
| ----- | ------------- | --------- | ----------------------------------------- |
| 21/05 | 10:00 - 10:30 | Nữ/Nam    | Chung kết nội dung đơn nam                |
| 21/05 | 11:30 - 12:00 | Nữ/Nam    | Chung kết nội dung Bài nhóm 3 người       |
| 21/05 | 12:30 - 13:00 | Nữ/Nam    | Trao huy chương nội dung đơn nam          |
| 21/05 | 13:00 - 13:30 | Nữ/Nam    | Trao huy chương nội dung Bài nhóm 3 người |
| 22/05 | 10:00 - 10:30 | Nữ/Nam    | Chung kết nội dung Đơn nữ                 |
| 22/05 | 11:30 - 12:00 | Nữ/Nam    | Chung kết nội dung Bài đôi nam nữ         |
| 22/05 | 12:30 - 13:00 | Nữ/Nam    | Chung kết nội dung Nhóm 5                 |
| 22/05 | 13:00 - 13:30 | Nữ/Nam    | Trao huy chương nội dung đơn nữ           |
| 22/05 | 14:00 - 14:30 | Nữ/Nam    | Trao huy chương nội dung Bài đôi          |
| 22/05 | 14:30 - 15:00 | Nữ/Nam    | Trao huy chương nội dung Bài nhóm 5 người |

## Bảng huy chương
| Hạng               | Đoàn               | Vàng | Bạc | Đồng | Tổng số |
| ------------------ | ------------------ | ---- | --- | ---- | ------- |
| 1                  | Việt Nam           | 7    | 7   | 8    | 22      |
| 2                  | Philippines        | 7    | 4   | 3    | 14      |
| 3                  | Malaysia           | 4    | 2   | 2    | 8       |
| 4                  | Thái Lan           | 3    | 2   | 3    | 8       |
| 5                  | Indonesia          | 2    | 0   | 1    | 3       |
| 6                  | Campuchia          | 0    | 3   | 1    | 4       |
| 7                  | Singapore          | 0    | 1   | 3    | 4       |
| Tổng số (7 đơn vị) | Tổng số (7 đơn vị) | 23   | 19  | 21   | 63      |

## Danh sách huy chương

### Aerobic
| Nội dung           | Vàng                                                                                               | Bạc                                                                                 | Đồng |
| ------------------ | -------------------------------------------------------------------------------------------------- | ----------------------------------------------------------------------------------- | --- |
| Men's individual   | Chanokpon Jiumsukjai · Thái Lan                                                                    | Phan Thế Gia Hiển · Việt Nam                                                        | Choeun Chanbory · Campuchia                                                                                               |
| Women's individual | Chawisa Intakul · Thái Lan                                                                         | Trần Hà Vi · Việt Nam                                                               | Charmaine Dolar · Philippines                                                                                             |
| Mixed pair         | Việt Nam · Lê Hoàng Phong · Trần Ngọc Thúy Vi                                                      | Campuchia · Has Sokhor · Mo Sreypov                                                 | Thái Lan · Chawisa Intakul · Phatcharapong Photjanakosri                                                                  |
| Mixed trio         | Việt Nam · Nguyễn Chế Thanh · Lê Hoàng Phong · Trần Ngọc Thúy Vi                                   | Campuchia · Has Sokhor · Mo Sreypov · Trorn Bunthoeun                               | Thái Lan · Yupawan Poosanapong · Irada Pantao · Supatsorn Watcharaporn                                                    |
| Mixed group        | Việt Nam · Nguyễn Chế Thanh · Lê Hoàng Phong · Trần Ngọc Thúy Vi · Vương Hoài An · Nguyễn Việt Anh | Campuchia · Mo Sreypov · Nget Tola · Choeun Chanbory · Has Sokhor · Trorn Bunthoeun | Thái Lan · Supatsorn Watcharaporn · Chawisa Intakul · Phatcharapong Photjanakosri · Nattawut Pimpa · Chanokpon Jiumsukjai |

### Thể dục dụng cụ

#### Nam
| Nội dung              | Vàng | Bạc | Đồng |
| --------------------- | --- | --- | --- |
| Team all-around       | Việt Nam · Đặng Ngọc Xuân Thiện · Văn Vĩ Lương · Trịnh Hải Khang · Nguyễn Văn Khánh Phong · Đinh Phương Thành · Lê Thanh Tùng | Philippines · John Ivan Cruz · Juancho Miguel Besana · Justine Ace De Leon · Jan Gwynn Timbang · John Matthew Vergara · Carlos Edriel Yulo | Singapore · Terry Wei-An Tay · Kaeson Lim Jun Yu · Zac Liew Jun Yi · Robin Sim Boon Pin · Jer Rong Chong · Mikhail Haziq Ghazali |
| Individual all-around | Carlos Yulo · Philippines | Lê Thanh Tùng · Việt Nam | Đinh Phương Thành · Việt Nam |
| Floor                 | Carlos Yulo · Philippines | Terry Wei-An Tay · Singapore | Trịnh Hải Khang · Việt Nam |
| Pommel horse          | Đặng Ngọc Xuân Thiện · Việt Nam                                                                                               | Tan Fu Jie · Malaysia | Muhammad Sharul Aimy · Malaysia                                                                                                  |
| Rings                 | Carlos Yulo · Philippines | Nguyễn Văn Khánh Phong · Việt Nam | Lê Thanh Tùng · Việt Nam |
| Vault                 | Carlos Yulo · Philippines | Tikumporn Surintornta · Thái Lan | Juancho Miguel Besana · Philippines                                                                                              |
| Parallel bars         | Đinh Phương Thành · Việt Nam                                                                                                  | Carlos Yulo · Philippines | Lê Thanh Tùng · Việt Nam |
| Horizontal bar        | Carlos Yulo · Philippines | shared gold | Lê Thanh Tùng · Việt Nam |
| Horizontal bar        | Đinh Phương Thành · Việt Nam                                                                                                  | shared gold | Lê Thanh Tùng · Việt Nam |

#### Nữ
| Nội dung              | Vàng | Bạc | Đồng |
| --------------------- | --- | --- | --- |
| Team all-around       | Philippines · Chiara Andrews · Aleah Finnegan · Lucia Gutierrez · Ma. Cristina Loberanes · Kursten Lopez · Ancilla Manzano | Việt Nam · Đỗ Thị Ngọc Hương · Trương Khánh Vân · Phạm Như Phương · Nguyễn Thị Quỳnh Như · Lâm Như Quỳnh · Trần Đoàn Quỳnh Nam | Singapore · Shandy Poh Xi Zuan · Nadine Joy Nathan · Emma En-Lin Yap · Kaitlyn Lim · Aryanna Nish Shetty · Yuet Yung Cheong |
| Individual all-around | Rifda Irfanaluthfi · Indonesia                                                                                             | Aleah Finnegan · Philippines                                                                                                   | Rachel Yeoh Li Wen · Malaysia                                                                                               |
| Vault                 | Aleah Finnegan · Philippines                                                                                               | Nguyễn Thị Quỳnh Như · Việt Nam                                                                                                | Rifda Irfanaluthfi · Indonesia                                                                                              |
| Uneven bars           | Rachel Yeoh Li Wen · Malaysia                                                                                              | Phạm Như Phương · Việt Nam | Nadine Joy Nathan · Singapore                                                                                               |
| Balance beam          | Rachel Yeoh Li Wen · Malaysia                                                                                              | Aleah Finnegan · Philippines                                                                                                   | Phạm Như Phương · Việt Nam                                                                                                  |
| Floor                 | Rifda Irfanaluthfi · Indonesia                                                                                             | shared gold | Phạm Như Phương · Việt Nam                                                                                                  |
| Floor                 | Sasiwimon Mueangphuan · Thái Lan                                                                                           | shared gold | Phạm Như Phương · Việt Nam                                                                                                  |

### Thể dục nghệ thuật
| Nội dung              | Vàng                                                                                        | Bạc | Đồng                                                                                                |
| --------------------- | ------------------------------------------------------------------------------------------- | --- | --------------------------------------------------------------------------------------------------- |
| Team all-around       | Malaysia · Yi Tung Yap · Yuki Shak · Jingle Shak Qi · Maia Xiao Han Ong · Ashley Xin Yi Lim | Thái Lan · Chonthichakon Changomon · Supidchaya Pinfun · Thanyaphat Thanawatatthaya · Pornnutcha Jedthumrong · Puntita Thongsong | Việt Nam · Nguyễn Trúc Phương · Võ Ngọc Nhi · Phạm Nguyễn Vân Nhi · Trịnh Hương Giang · Ngô Hải Yến |
| Individual all-around | Koi Sie Yan · Malaysia                                                                      | Joe Ee Ng · Malaysia | Breanna Labadan · Philippines                                                                       |